# Gare de Sauvenière
La gare de Sauvenière est une gare ferroviaire belge fermée de la ligne 147, de Tamines à Landen via Fleurus, située à Sauvenière, ancienne commune fusionnée avec la ville de Gembloux, en Région wallonne dans la province de Namur.
Elle est mise en service en 1881 par les Chemins de fer de l'État belge et ferme en 1961.

## Situation ferroviaire
La gare de Sauvenière se trouvait au point kilométrique (PK) 27,5 de la ligne 147, de Tamines à Landen, via Fleurus et Gembloux entre la gare de Gembloux et celle, fermée, de Grand-Leez-Thorembais.

## Histoire
Le point d'arrêt de Sauvenière est ouvert à titre d'essai les jours de marché le 12 novembre 1881. Elle devient une halte réservée aux voyageurs et bagages le 1er juillet 1883. Elle se situe sur la section de Fleurus à Landen, via Gembloux, en service depuis 1865.
À partir de 1884, elle est étendue au chargement des marchandises de classe 1 et 2 puis de classe 3 et 4 en 1896. Un "élargissement du service" a lieu en 1906 ; il s'agit peut-être de la construction du bâtiment de la gare.
Le 4 octobre 1959, les trains de voyageurs sont supprimés entre Fleurus et Landen à l'exception d'un aller-retour quotidien entre Gembloux et Ramillies qui subsiste jusqu'au 1er mars 1961.
Les derniers trains de marchandises, vers Perwez disparaissent en 1971 ; les rails sont retirés en 1989-1990.

## Patrimoine ferroviaire
Reconverti en habitation, le bâtiment des recettes appartient au plan type 1893. Comme en gare de Petit-Rosière, la façade s'orne de bandeaux de briques rouges et brunes avec des arcs de décharge au-dessus des ouvertures à linteau de pierre. L'aile dévolue à l'accueil des voyageurs et petites marchandises possède six travées (deux sont plus petites côté rue et l'aile de service en "L" n'a qu'une fenêtre sur cette face). 